# Folklore Fellows Communications
Fólklore Féllows Communicátions (с англ. — «Вестник федерации фольклористов») — научный сборник международной федерации фольклористов Финской Академии Наук. В сборнике публикуются монографии по фольклористике, сравнительной мифологии и религиоведению, культурной антропологии и этнологии. Рассматриваются нематериальные аспекты традиционной культуры, особенно устное народное творчество, система верований, мифы и ритуалы, методология и история науки. Сборник выходит с 1910 года в городе Хельсинки. Регистрационный номер ISSN 0014-5815. В серии Folklore Fellows Communications (FFC) вышел «Указатель сказочных типов» Антти Аарне (Verzeichnis der Märchentypen, Helsinki, FFC № 3, 1910).